# Киянка (приток Глубочицы)
Кия́нка (укр. Кия́нка) — ручей в Киеве, левый приток Глубочицы. Начинается с родников у Львовской площади, затем стекает с холмов к урочищам Гончары, Дегтяры, далее течёт по Кияновскому переулку и возле Крестовоздвиженской церкви впадает в Глубочицу. Ручей заключен в коллектор.

## История
Существует ряд мнений разных исследователей, что именно древний ручей Киянка и дал название городу Киеву и никакого князя Кия не было. В то же время академик Рыбаков писал, что «Полянский князь Кий действовал, вероятно, в конце V — первой половине VI века. Его первой резиденцией была Замковая гора на берегу речки Киянки возле Подола, а потом была построена крепость на высоком берегу Днепра, где позже существовала крепость Владимира I». Таким образом Киянка могла получить название именно от самого князя Кия. Окончательного подтверждения этим версиям никто не дает.